# Heinrich Lassen
Heinrich Lassen (auch: Heinz Lassen) (* 27. März 1864 in Flensburg; † 21. Februar 1953 ebenda) war ein deutscher Architekt, Baubeamter und Kommunalpolitiker. Als Stadtbaurat des Berliner Bezirks Schöneberg realisierte er in den 1920er Jahren eine Reihe öffentlicher Bauten.

## Leben

Schloss Jamitzow (1911–1929), Vorderansicht

Lassen besuchte nach beendeter Schulzeit die Baugewerkschule in Eckernförde, danach studierte er an der Technischen Hochschule in Berlin-Charlottenburg und war dann als Architekt tätig. 1913–15 war er Lehrer an der Baugewerkschule Berlin. Später wurde er zum Stadtbaurat in Schöneberg gewählt, als der 1921–30 amtierte. Während des Ersten Weltkriegs war Lassen in der Abteilung für Kriegsrohstoff-Metallbeschlagnahme tätig.
Lassen war Mitglied des Bundes Deutscher Architekten, der Reichsforschungsgesellschaft für Wirtschaftlichkeit im Bau- und Wohnungswesen, des Deutschen Werkbundes und der Deutschen Gesellschaft 1914. Zudem war er Mitglied der Berliner Freimaurerloge Zum goldenen Schiff.

## Werke (Auswahl)

Schloss Jamitzow (1911–1929), Rückansicht

- 1903–1904: Industrie- und Handelskammer zu Flensburg
- 1911–1912: Wohnhaus Auhagen in Dahlem, Arnimallee 12[2]
- ab 1911: Schloss mit Stallungen in Jamitzow (im März 1929 abgebrannt)[3]
- vor 1915: Landhaus Reimer, Dahlem, Podbielskiallee 44[4][5]
- vor 1915: Landhaus Keppel, Grunewald, Humboldtstraße[4]
- 1922–1927: Wohnanlage Ceciliengärten
- 1923–1924: Villa für Hans Bredow in Dahlem, Englerallee 19[6]
- 1929: Kiosk mit Wartehäuschen und Bedürfnisanstalt auf dem heutigen Breslauer Platz in Berlin-Friedenau
- Weitere ebenfalls unter Denkmalschutz stehende Bauten sind das Stadtbad Schöneberg in der Hauptstraße und die Bedürfnisanstalt am Rathaus Schöneberg.

Als Stadtverordneter regte er den Bau der Schöneberger Siedlung Lindenhof an.

## Ehrungen

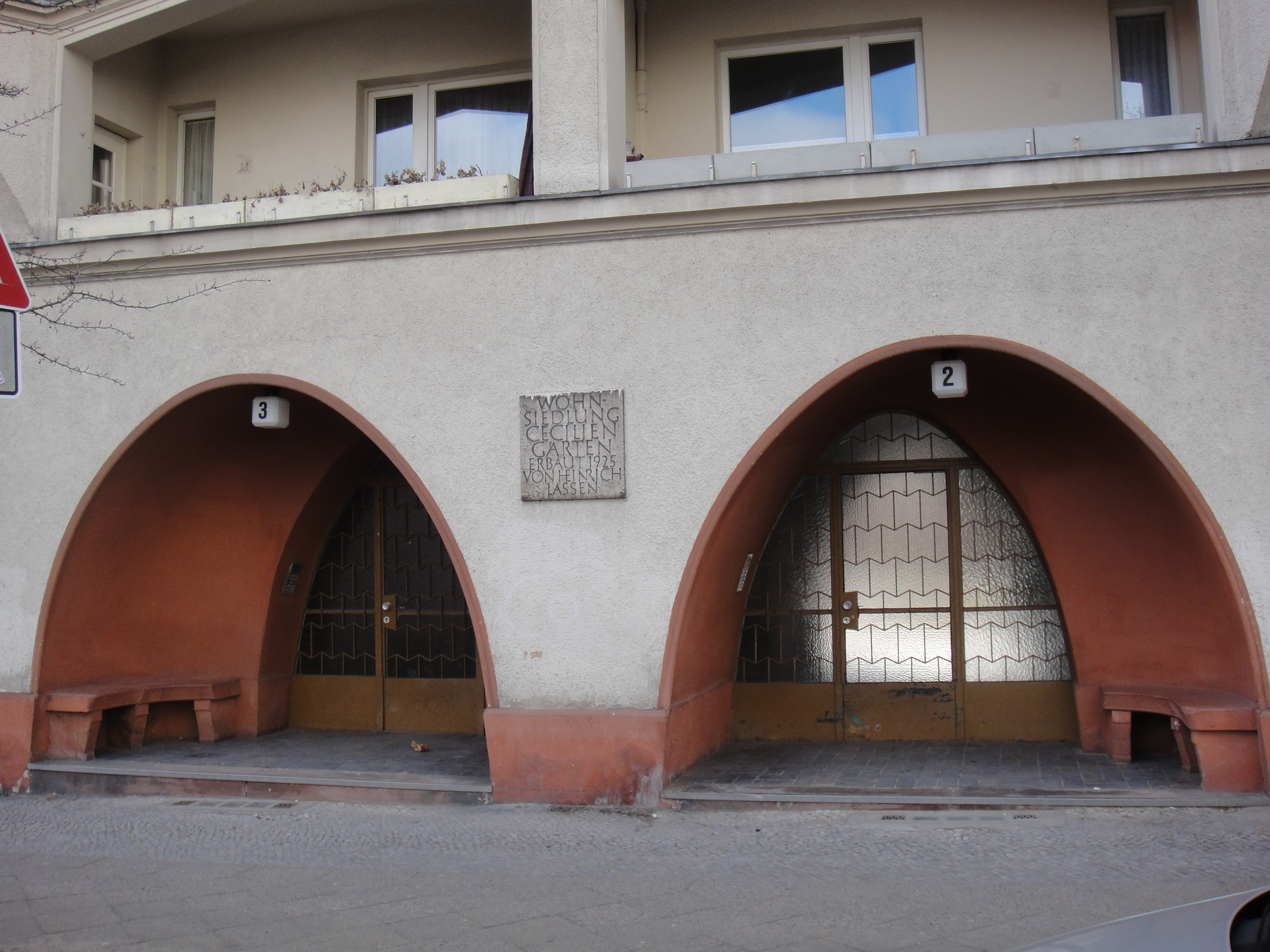
Gedenktafel für Heinrich Lassen an der Traegerstraße in der Wohnanlage Ceciliengärten

An der Wohnsiedlung Ceciliengärten erinnert in der Traegerstraße 2/3 eine Gedenktafel an ihn. Zudem trägt der Heinrich-Lassen-Park hinter dem Stadtbad Schöneberg seinen Namen.